# Skippers, voile & océan
Skippers voile & océan est un magazine nautique fondé en 2001. Il est le plus ancien magazine nautique suisse toujours en activité et le seul entièrement consacré à la voile. Imprimé à 20 000 exemplaires, il observe une parution trimestrielle en français et en allemand. Disponible dans les kiosques suisses et par abonnement, son prix de vente est de 14 CHF. Depuis 2015, Skippers propose également Skippers Motor, un hors-série annuel consacré au motonautisme, ainsi que Skippers Travel depuis 2018, un hors-série consacrés aux voyages haut de gamme,.

## Histoire
Skippers est né en 2001 sous l’impulsion de Brice Lechevalier. Son projet était de proposer un magazine entièrement consacré à la voile, ce que n’offrait pas de média suisse. Rapidement, Skippers s’est distingué du reste du marché européen par l’approche esthétique de son édition, des images à la mise en page, en passant par l’impression. Ses débuts coïncident avec la genèse du projet America’s Cup du syndicat Alinghi. Les années 2000 marquent un tournant dans l’histoire de la voile suisse et Skippers a été un témoin privilégié et un acteur de ces années euphoriques.

### Les années Alinghi
Pour son premier numéro, Brice Lechevalier interview Ernesto Bertarelli. Celui qui par la suite a ramené l’aiguière d’argent en Europe ne bénéficiait pas encore de la notoriété qu’on lui connaît. Lors de cette rencontre, les deux hommes prennent le temps d’échanger et s’entendent bien. C’est le début d’une longue collaboration entre Skippers et le team Alinghi. En amont de la 32e Coupe de l’America en 2005, 2006 et 2007, Skippers a même assuré l’édition du guide officiel d’Alinghi imprimé à 100 000 exemplaires chaque année et en quatre langues. C’est aussi durant cette période d’essor du multicoque, que Skippers s’associe au circuit des D35 – dont Alinghi est un des membres fondateurs – et introduit une parution spéciale à partir de 2004 consacrée aux « Formule 1 » du lac. Profitant de ces années de boom, Skippers s’implante plus durablement dans le paysage nautique suisse. À partir de 2009, le magazine passe à une nouvelle étape de son histoire. 

### L’alliance avec Swiss Sailing
En 2009, après huit ans d’existence, Skippers devient un média reconnu par l’ensemble de la communauté nautique de part et d’autre de la Sarine. La Fédération suisse de voile – Swiss Sailing – est alors à la recherche d’un moyen pour mieux communiquer en direction de ses membres. Skippers propose alors au président de l’époque, Roger Staub, d’intégrer à chaque numéro un cahier spécial consacré à l’actualité de Swiss Sailing. De son côté, Swiss Sailing assure l’envoi de Skippers à tous ses membres actifs. Skippers et la Fédération vont alors travailler de concert pour promouvoir la voile sportive en Suisse. C’est l’objectif notamment des SUI Sailing Awards que les deux entités ont initiés en 2008. En récompensant les meilleurs navigateurs et navigatrices des deux années écoulées, Swiss Sailing et Skippers souhaitaient braquer les projecteurs sur la diversité des projets et la qualité des athlètes qui représentent la Suisse. Cette alliance qui dure permet, aujourd’hui encore, d’animer et de faire vivre le débat au sein de la communauté nautique.

## Skippers aujourd’hui

### Le tournant numérique
En 2016, Skippers fait le choix d’augmenter son activité sur le web. Sa stratégie s’articule autour de la production de news hebdomadaires sur son site et diffusées grâce à sa newsletter commune avec Swiss Sailing. Parallèlement, le magazine est actif sur les réseaux sociaux.  

### Partenariats
En plus de commenter l’actualité, Skippers participe largement à l’animation de la scène nautique à travers le soutien à de nombreux événements. 

#### Les salons nautiques
Skippers est partenaire média des plus grands salons nautiques européens : Paris, Monaco, Cannes, La Rochelle, La Grande Motte, Düsseldorf. En Suisse, Skippers est également partenaire du SuisseNautic et très impliqué dans l’organisation du Salon nautique du Léman de Genève pour lequel il édite le guide officiel chaque année. 

##### D35 Trophy
Depuis 2004, une édition spéciale de Skippers consacre un carnet de 32 pages au circuit D35. Ce numéro revient sur l’actualité de la classe, ses marins, les règlements et les différents évènements tenus au cours de l’année. Sur chaque étape du circuit, le numéro spécial D35 est distribué aux invités des sponsors et au public. 

##### Concours d’élégance de Cannes
Skippers Motor est le cofondateur du concours d’élégance de Cannes. Il s’agit d’une compétition rassemblant les plus belles unités à moteur, classiques et modernes, se produisant en marge du Cannes Yachting Festival. 

##### Sailing Awards
Initiés en 2008 en partenariat avec Swiss Sailing, les SUI Sailing Awards récompensent les plus grands talents de la voile suisse. Les awards sont décernés tous les deux ans et permettent de réunir l’ensemble des acteurs majeurs de la voile suisse.